# Schiza
Schiza est une île de Grèce sur la côte sud-ouest du Péloponnèse, près de Methóni, appartenant au dème (municipalité) de Pylos-Nestor. Sa superficie est de 11,4 km2. 
L'île possède une population permanente, bien que dans le recensement de 2001 fait état de deux habitants. Il s'agit d'un îlot rocheux, utilisé comme champ de tir par la Force aérienne. Son point culminant culmine à 201 mètres.